# Finlands handels- och industriminister
Finlands handels- och industriminister är en numera avskaffad ministerpost som existerade mellan 1918 och 2008. Titeln handels- och industriminister togs i bruk av regeringen Ingman I. I det självständiga Finlands två första regeringar som fortfarande kallades senaten för Finland var den motsvarande ministerns (senatorns) titel chef för handels- och industriexpeditionen (finska: kauppa- ja teollisuustoimituskunnan päällikkö). Handels- och industriministern var chef för handels- och industriministeriet som existerade mellan 1918 och 2008. Ministeriet slogs ihop med arbetsministeriet den 1 januari 2008 för att bilda arbets- och näringsministeriet. Mauri Pekkarinen var den sista handels- och industriministern; i det nya ministeriet fortsatte han fram till år 2011 som Finlands näringsminister.
| Bild | Namn           | Tillträdde       | Avgick           | Senat                    |
| ---- | -------------- | ---------------- | ---------------- | ------------------------ |
|      | Heikki Renvall | 27 november 1917 | 27 november 1918 | Svinhufvud I Paasikivi I |

## Lista över Finlands handels- och industriministrar
| Bild | Namn               | Parti                | Tillträdde        | Avgick            | Regering                              |
| ---- | ------------------ | -------------------- | ----------------- | ----------------- | ------------------------------------- |
|      | Julius Stjernvall  | Svenska folkpartiet  | 27 november 1918  | 17 april 1919     | Ingman I                              |
|      | J.H. Vennola       | Framstegspartiet     | 17 april 1919     | 15 augusti 1919   | K. Castrén                            |
|      | Eero Erkko         | Framstegspartiet     | 15 augusti 1919   | 15 mars 1920      | Vennola I                             |
|      | Leo Ehrnrooth      | Svenska folkpartiet  | 15 mars 1920      | 12 augusti 1920   | Erich                                 |
|      | Hjalmar J. Procopé | Svenska folkpartiet  | 12 augusti 1920   | 9 april 1921      | Erich                                 |
|      | Erkki Makkonen     | Framstegspartiet     | 9 april 1920      | 2 juni 1922       | Vennola II                            |
|      | Aukusti Aho        | opolitisk            | 2 juni 1922       | 18 januari 1924   | Cajander I Kallio I                   |
|      | Hjalmar J. Procopé | opolitisk            | 19 januari 1924   | 31 maj 1924       | Cajander II                           |
|      | Axel Palmgren      | Svenska folkpartiet  | 31 maj 1924       | 31 mars 1925      | Ingman II                             |
|      | Yrjö Pulkkinen     | Samlingspartiet      | 31 mars 1925      | 31 december 1925  | Tulenheimo                            |
|      | Tyko Reinikka      | Agrarförbundet       | 31 december 1925  | 13 december 1926  | Kallio II                             |
|      | Väinö Hupli        | Socialdemokraterna   | 13 december 1926  | 17 december 1927  | Tanner                                |
|      | Pekka Heikkinen    | Agrarförbundet       | 17 december 1927  | 22 december 1928  | Sunila I                              |
|      | Kyösti Järvinen    | opolitisk            | 22 december 1928  | 16 augusti 1929   | Mantere                               |
|      | Pekka Heikkinen    | Agrarförbundet       | 16 augusti 1929   | 4 juli 1930       | Kallio III                            |
|      | Axel Solitander    | opolitisk            | 4 juli 1930       | 21 mars 1931      | Svinhufvud II                         |
|      | Axel Palmgren      | Svenska folkpartiet  | 21 mars 1931      | 14 december 1932  | Sunila II                             |
|      | Ilmari Killinen    | Framstegspartiet     | 14 december 1932  | 6 mars 1936       | Kivimäki                              |
|      | Atte Arola         | Agrarförbundet       | 6 mars 1936       | 7 oktober 1936    | Kivimäki                              |
|      | Kalle Kauppi       | Framstegspartiet     | 7 oktober 1936    | 12 mars 1937      | Kallio IV                             |
|      | Väinö Voionmaa     | Socialdemokraterna   | 12 mars 1937      | 1 december 1938   | Cajander III                          |
|      | Väinö Kotilainen   | opolitisk            | 1 december 1939   | 15 augusti 1940   | Ryti I Ryti II                        |
|      | Toivo Salmio       | Socialdemokraterna   | 15 augusti 1940   | 3 juli 1941       | Ryti II Rangell                       |
|      | Väinö Tanner       | Socialdemokraterna   | 3 juli 1941       | 22 maj 1942       | Rangell                               |
|      | Uuno Takki         | Socialdemokraterna   | 22 maj 1942       | 17 november 1944  | Rangell Linkomies Hackzell U. Castrén |
|      | Åke Gartz          | opolitisk            | 17 november 1944  | 26 mars 1946      | Paasikivi II Paasikivi III            |
|      | Uuno Takki         | Socialdemokraterna   | 26 mars 1946      | 17 mars 1950      | Pekkala Fagerholm I                   |
|      | Sakari Tuomioja    | Framstegspartiet     | 17 mars 1950      | 30 september 1950 | Kekkonen I                            |
|      | Teuvo Aura         | Framstegspartiet     | 30 september 1950 | 17 januari 1951   | Kekkonen I                            |
|      | Penna Tervo        | Socialdemokraterna   | 17 januari 1951   | 9 juli 1953       | Kekkonen II Kekkonen III              |
|      | Teuvo Aura         | opolitisk            | 9 juli 1953       | 5 maj 1954        | Kekkonen IV Tuomioja                  |
|      | Penna Tervo        | Socialdemokraterna   | 5 maj 1954        | 20 oktober 1954   | Törngren                              |
|      | Aarre Simonen      | Socialdemokraterna   | 20 oktober 1954   | 3 mars 1956       | Kekkonen V                            |
|      | Kauno Kleemola     | Agrarförbundet       | 3 mars 1956       | 27 maj 1957       | Fagerholm II                          |
|      | Esa Kaitila        | Finska folkpartiet   | 27 maj 1957       | 29 november 1957  | Sukselainen I                         |
|      | Lauri Kivekäs      | opolitisk            | 29 november 1957  | 29 augusti 1958   | von Fieandt Kuuskoski                 |
|      | Onni Hiltunen      | Socialdemokraterna   | 29 augusti 1958   | 13 januari 1959   | Fagerholm III                         |
|      | Ahti Karjalainen   | Agrarförbundet       | 13 januari 1959   | 19 juni 1961      | Sukselainen II                        |
|      | Björn Westerlund   | opolitisk            | 19 juni 1961      | 14 juli 1961      | Sukselainen II                        |
|      | Ilmari Hustich     | opolitisk            | 14 juli 1961      | 13 april 1962     | Miettunen I                           |
|      | T.A. Wiherheimo    | Samlingspartiet      | 13 april 1962     | 18 december 1963  | Karjalainen I                         |
|      | Olavi J. Mattila   | opolitisk            | 18 december 1963  | 12 september 1964 | Lehto                                 |
|      | T.A. Wiherheimo    | Samlingspartiet      | 12 september 1964 | 27 maj 1966       | Virolainen                            |
|      | Olavi Salonen      | Socialdemokraterna   | 27 maj 1966       | 22 mars 1968      | Paasio I                              |
|      | Grels Teir         | Svenska folkpartiet  | 22 mars 1968      | 14 maj 1970       | Koivisto I                            |
|      | Olavi J. Mattila   | opolitisk            | 14 maj 1970       | 15 juli 1970      | Aura I                                |
|      | Arne Berner        | Liberala folkpartiet | 15 juli 1970      | 29 oktober 1971   | Karjalainen II                        |
|      | Gunnar Korhonen    | opolitisk            | 29 oktober 1971   | 23 februari 1972  | Aura II                               |
|      | Jussi Linnamo      | Socialdemokraterna   | 23 februari 1972  | 4 september 1972  | Paasio II                             |
|      | Grels Teir         | Svenska folkpartiet  | 4 september 1972  | 31 december 1972  | Sorsa I                               |
|      | Jan-Magnus Jansson | Svenska folkpartiet  | 1 januari 1973    | 30 september 1974 | Sorsa I                               |
|      | Kristian Gestrin   | Svenska folkpartiet  | 1 oktober 1974    | 13 juni 1975      | Sorsa I                               |
|      | Arvo Rytkönen      | opolitisk            | 13 juni 1975      | 30 november 1975  | Liinamaa                              |
|      | Eero Rantala       | Socialdemokraterna   | 30 november 1975  | 29 september 1976 | Miettunen II                          |
|      | Arne Berner        | Liberala folkpartiet | 29 september 1976 | 15 maj 1977       | Miettunen III                         |
|      | Eero Rantala       | Socialdemokraterna   | 15 maj 1977       | 26 maj 1979       | Sorsa II                              |
|      | Ulf Sundqvist      | Socialdemokraterna   | 26 maj 1979       | 30 juni 1981      | Koivisto II                           |
|      | Pirkko Työläjärvi  | Socialdemokraterna   | 1 juli 1981       | 19 februari 1982  | Koivisto II                           |
|      | Esko Ollila        | Centerpartiet        | 19 februari 1982  | 6 maj 1983        | Sorsa III                             |
|      | Seppo Lindblom     | Socialdemokraterna   | 6 maj 1983        | 30 april 1987     | Sorsa IV                              |
|      | Ilkka Suominen     | Samlingspartiet      | 30 april 1987     | 26 april 1991     | Holkeri                               |
|      | Kauko Juhantalo    | Centern              | 26 april 1991     | 3 augusti 1992    | Aho                                   |
|      | Pekka Tuomisto     | Centern              | 3 augusti 1992    | 31 juli 1993      | Aho                                   |
|      | Seppo Kääriäinen   | Centern              | 1 augusti 1993    | 13 april 1995     | Aho                                   |
|      | Antti Kalliomäki   | Socialdemokraterna   | 13 april 1995     | 15 april 1999     | Lipponen I                            |
|      | Erkki Tuomioja     | Socialdemokraterna   | 15 april 1999     | 25 februari 2000  | Lipponen II                           |
|      | Sinikka Mönkäre    | Socialdemokraterna   | 25 februari 2000  | 17 april 2003     | Lipponen II                           |
|      | Mauri Pekkarinen   | Centern              | 17 april 2003     | 1 januari 2008    | Jäätteenmäki Vanhanen I Vanhanen II   |